# Leiopus punctulatus
Leiopus punctulatus је инсект из реда тврдокрилаца (Coleoptera) и фамилије стрижибуба (Cerambycidae). Припада потфамилији Lamiinae.

## Распрострањење и станиште
Распрострањена је у средњој и источној Европи. Ареал ове врсте се протеже од Финске на северу, Аустрије на западу, Украјине на истоку и Србије на југу. У Србији је ова врсте ретко налажена.

## Опис
Leiopus punctulatus је дугaчка 6—8 mm. Тело је црно. Глава и пронотум су покривени белим длачицама. На базалном делу из средине покрилаца је црна, попречна и јасно омеђена врпца. Антене су дуге, код мужјака двапут дуже од тела. База чланака антена је са сивим, а врхови са црним длачицама.

## Биологија и развиће
Имага су активна у касно пролеће и рано лето, од маја до јула. Ларва се развија у сувим гранама и стаблима листопадног дрвећа, а то су пре свега јасика, бела и ретко црна топола. Развиће траје 1-2 године. Имага се налазе на сувим гранама и стаблима биљке домаћина.